# Conteville, Eure
Conteville är en kommun i departementet Eure i regionen Normandie i norra Frankrike. Kommunen ligger i kantonen Beuzeville som tillhör arrondissementet Bernay. År 2022 hade Conteville 1 032 invånare.

## Befolkningsutveckling
Antalet invånare i kommunen Conteville
Referens:INSEE